# بنجامين جي. ويلكينسون
بنجامين جي. ويلكينسون (بالإنجليزية: Benjamin G. Wilkinson)‏ هو عالم عقيدة أمريكي، ولد في 1872، وتوفي في 1968.